# Малченко, Андрей Леонидович
Андрей Леонидович Ма́лченко (1904—1970) — советский учёный, специалист в области производства спирта.

## Биография
Родился в 1904 году в Глухове (ныне Сумская область, Украина).
В 1930 году получил высшее образование в институте в Каменец-Подольске. Работал сменным технологом, заведующим лабораторией на Трилесском спиртовом заводе.
Окончил аспирантуру в Киевском технологическом институте пищевой промышленности, защитил диссертацию. В 1933 году получил степень доцента.
С 1937 года работал заместителем начальника Главспирта — начальником технического отдела.
В 1947 году предложил способ непрерывного сбраживания паточного раствора, основанный на том, что часть бродящей жидкости непрерывно откачивается из бродильного чана и используется вместо дрожжей, приготовленных обычными методами. Та же технология могла применяться для сбраживания крахмала.
С 1949 года — начальник Главспирта.
Доктор технических наук. В 1960-е годы — заведующий кафедрой Всесоюзного заочного института пищевой промышленности.
Научные публикации:
- Контроль и учёт в спиртовом производстве. М.; Л.: Снабтехиздат, тип. «Пролетарское слово», 1933.
- Химико-технический и микробиологический контроль бродильных производств (спиртовое, пивоваренное, дрожжевое) [Текст] / доц. А. Л. Малченко, инж.-техн. Л. И. Ясинский и Р. И. Гольдфарб; Под ред. инж.-техн. Г. И. Фертмана; Допущено УУЗ Наркомпищепрома СССР в качестве учеб. пособия для вузов. — Москва ; Ленинград : Пищепромиздат, 1937 (Москва : 1 тип. Трансжелдориздата). — Переплет, 514 с. : ил.; 26х19 см. На переплете: доц. А. Л. Малченко, инж.-техн. Л. И. Ясинский и Р. И. Гольдфарб при участии Е. И. Квасникова и инж.-техн. И. П. Вавилова.
- Технико-химический контроль и учёт спиртового производства. Утверждено УМС НКПП СССР в качестве учебника для техникумов / соавт. С. В. Атаманенко, А. В. Пелихова. М.; Л.: Пищепромиздат, 1940 (2-е изд. — 1946).
- Малченко, Андрей Леонидович. Пищевая промышленность Китайской Народной Республики [Текст]. — Москва : Пищепромиздат, 1957. — 142 с. : ил.; 20 см. — (Пищевая промышленность за рубежом/ М-во пром-сти продовольств. товаров СССР. Отд. техн. информации).
- Малченко А. Л., Ашкинузи З. К. Полунепрерывная технологическая схема производства спирта. Киев-Львов, Государственное издательство технической литературы Украины, 1951. — 263 с.

## Награды и премии
- Сталинская премия третьей степени (1943) — за коренное усовершенствование технологии производства ацетона и бутанола, дающее значительное упрощение и удешевление производства.
- Сталинская премия третьей степени (1948) — за разработку и внедрение метода непрерывного производства спирта, обеспечившего значительное увеличение производительности спиртовых заводов.
- заслуженный деятель науки и техники РСФСР (1961).